# Öbölháború
Az öbölháború 1991. január 16. és 1991. február 28. között, a Perzsa-öbölben zajló fegyveres konfliktus, melynek során az ENSZ koalíció felszabadította az Irak által megszállt Kuvaitot.
A korábbi – 1990-es évekbeli – szakirodalomban az öbölháború szót rendszerint az 1980–1988 között lezajlott irak–iráni háborúra használták és eme 1991-est pedig számozással látták el, azaz a II. öbölháborúnak nevezték. Napjainkban azonban a 2003-as angolszász vezetésű offenzíva után az egyértelműbb kifejezés érdekében ez a konfliktus kapta ezt a „kitüntetett” megnevezést.

## Előzmények
Az iraki csapatok 1990. augusztus 2-án, helyi idő szerint hajnali 2 órakor rohanták le a szomszédos Kuvaitot. Az irakiak egy viszonylag kis hadsereggel támadták meg az olajban gazdag államot, amelynek uralkodója, Dzsáber al-Ahmed asz-Szabáh azonnal Szaúd-Arábiába menekült. Szaddám Huszein iraki elnök azt állította, hogy a bevonulással az al-Szabah ellen készülő felkelést támogatták, ennek azonban ellentmond, hogy az inváziónak ellenálló kuvaitiakat lemészárolták, vagy megkínozták. Az irakiak több száz külföldi foglyot is ejtettek, akiket élő pajzsként használtak iraki és kuvaiti laktanyák és gyárak körül. Őket még a szövetséges támadások előtt szabadon engedték.
A megszállók egy bábkormányt szerveztek, amely deklarálta a Kuvaiti Köztársaságot, ám három hét múlva Kuvaitot Irak annektálta és kormányzóságot szervezett belőle (kuvaiti kormányzóság), melynek élére Ali Hasszán al-Madzsid, azaz Vegyi Ali került.
Az invázió idején Irak igen súlyos gazdasági problémákkal küszködött, részben az Irán ellen viselt nyolc év hosszú háború költségei miatt. Huszein azzal vádolta Kuvaitot, hogy az a két ország által közösen birtokolt olajmezőn a kvótán felül kitermelt olajmennyiséggel alacsonyan tartja az olaj világpiaci árát. Emellett Irak valójában sohasem fogadta el a britek által megrajzolt iraki határvonalat, amellyel létrehozták Kuvait államot, azt mindig is az ország részének tekintette. Amikor Kuvait nem volt hajlandó elengedni az Irán elleni háború költségeire felvett kölcsönt, Huszein megtámadta.
Az ENSZ Biztonsági Tanácsa elítélte az akciót (1990. augusztus 2., 661. számú határozat), és szankciókkal sújtotta Irakot. Hosszas sikertelen diplomáciai tárgyalások után 1990. novemberében az ENSZ határidőt adott Iraknak, hogy 1991. január 15-éig vonja ki csapatait. Egyben felhatalmazta a nemzetközi koalíciót, hogy „bármilyen szükséges eszközzel” kényszerítsék ki az iraki együttműködést.

## Légi és szárazföldi hadműveletek Irak ellen

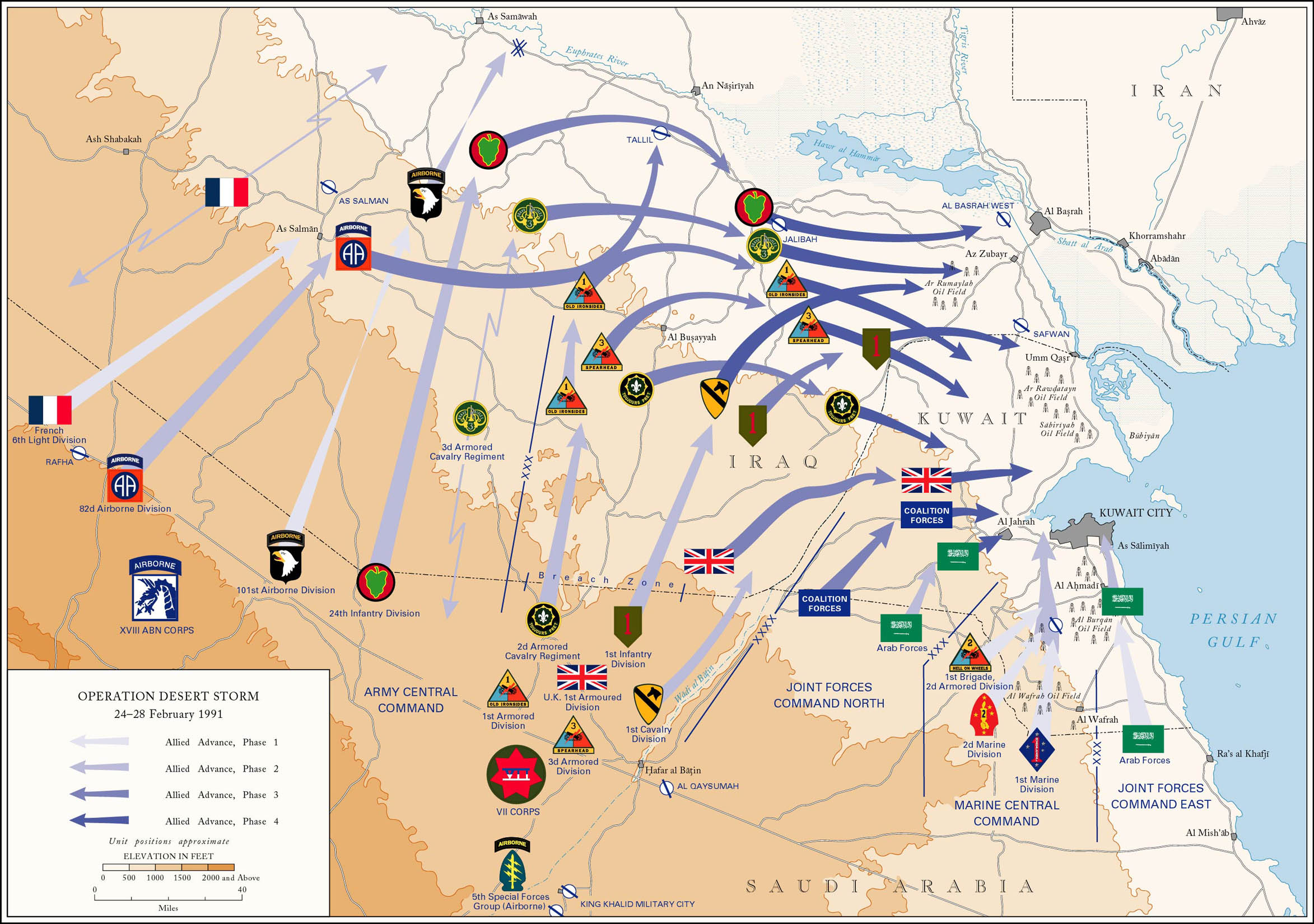
Az öbölháború hadműveleteinek vázlata

### Légi hadműveletek
A több százezres koalíció vezetését Norman Schwarzkopf amerikai tábornokra bízták. 1991. január 17-én az amerikai, a brit és szövetséges erők több hullámban támadtak iraki célpontokat, és ezzel kezdetét vette a „Sivatagi Vihar” (Desert Storm) nevű hadművelet.
 A háborúban jelentős számban vetettek be robotrepülőgépeket, amelyeket a Perzsa-öbölben úszó hadihajókról indítottak. A rájuk erősített kamerák képeit tévéadók sugározták világszerte. A szövetséges repülők a következő hat hét alatt 116 ezer bevetésen vettek részt, és megközelítőleg 85 ezer tonna bombát dobtak iraki katonai bázisokra, repülőterekre, hidakra, kormányzati épületekre, erőművekre és kommunikációs központokra. A ledobott bombák közel tíz százaléka lézervezérelt, ún. intelligens bomba volt, amit egy másik gépről irányítottak.
Válaszul a szövetségesek támadására Irak 1991. január 17-én Scud rakétákat lőtt ki az izraeli Tel-Avivra és Haifára. Izrael bejelentette, hogy nem tervez válaszcsapást, tökéletesen megbízik a Scudok semlegesítésére gyorsan felállított amerikai Patriot rakétakilövőkben. Összességében 39 Scud rakétát lőttek ki Izraelre, amelyek pár embert megsebesítettek, és csekély kárt okoztak. Az Izrael elleni akció az Irak elleni koalíció megosztására irányult, mivel az amerikaiak oldalán több arab állam is részt vett, és ha Izrael támadásba lendült volna, akkor az arab országok kiléptek volna a koalícióból, mert nem lettek volna hajlandók régi ellenségükkel egy oldalon küzdeni. Az izraeli vezetés azonban előrelátóbb volt, mint azt Huszein gondolta, és ezért a megszokottól eltérően most önmérsékletet tanúsított.
Február 25-én egy Scud a Szaúd-Arábiában fekvő dahrani amerikai bázisba csapódott, és megölt 28 amerikai katonát.

### Szárazföldi és kombinált hadműveletek
A légitámadások után 1991. február 24-én a szövetségesek egy összehangolt légi, szárazföldi és tengeri támadást indítottak Irak ellen.
A szárazföldi offenzívában a francia erők és az amerikai 82. légi szállítású hadosztály a sivatagon át Szamáva, az amerikai 101. légi szállítású hadosztály és a 24. gépesített hadosztály Nasziríja, majd Baszra irányába indított támadást. Az Észak-Kuvaitban és Baszrában védelmi állást felvevő Köztársasági Gárdára az amerikai VII. hadtest és a brit 1. páncéloshadosztály alakulatai támadtak.
A szárazföldi csapatok több ponton kezdték meg az inváziót a szaúdi határon, a Bászrát Kuvaittal összekötő autópályát pedig lezárták, hogy elvágják az iraki hadsereg utánpótlását. A támadásban szaúdi csapatok is részt vettek. A szövetségesek lebombázták az autópályán menekülő páncélosokat. A támadásban több ezer ember vesztette életét, ezért ez a hely a „halál sztrádájaként” vált ismertté. A visszavonuló irakiak több száz olajkutat gyújtottak fel. Alig száz órán belül az iraki hadsereg tulajdonképpen vereséget szenvedett. Irak február 26-án bejelentette, hogy kivonja csapatait Kuvaitból, de továbbra sem fogadta el az ENSZ-határozatokat. Jelentések szerint csak a szárazföldi hadműveletek során 25-30 ezer iraki vesztette életét.
A szövetségesek bevetéseinek szaporodásával megnőtt a civil áldozatok száma is. A legsúlyosabb tragédia 1991. február 13-án történt, amikor amerikai gépek lebombáztak egy iraki gyermektápszerüzemet, amelynek rendeltetéséről ellentmondásos hírek érkeztek. A Vezérkari Főnökök Egyesített Tanácsának elnöke, Colin Powell azt állította, hogy biztosak benne, hogy az üzemben biológiai fegyvereket állítanak elő. Valójában a lakosok óvóhelyként használták, így a bombázások legalább 315 embert öltek meg, köztük 130 gyermeket. Eközben Huszein tovább folytatta az iraki és kuvaiti lakosok élő pajzsként való alkalmazását gyárak és katonai létesítmények körül.

### A háború vége
1991. február 27-én idősebb George Bush bejelentette, hogy másnap hajnali 4-től tűzszünetet hirdet. A szövetségesek addigra már több tízezer iraki katonát ejtettek foglyul, akik nagy része éhezett. Amerikai becslések szerint körülbelül 150 ezer iraki katona dezertált a háború alatt. Az irakiak veszteségét 60-200 ezer közöttire teszik. A szövetségesek 148 katonát vesztettek az összecsapásokban, és újabb 145 embert „egyéb körülmények” között.
Március 2-án az ENSZ BT elfogadta a tűzszünet feltételeire tett javaslatokat. A határozat előírta, hogy Iraknak le kell mondania Kuvaitról, be kell számolnia vegyi és biológiai fegyvereiről. Továbbá szabadon kell engednie a külföldi foglyokat, és anyagi és erkölcsi felelősséget kell vállalnia a Kuvait elfoglalásakor okozott károkért. Az iraki vezetők Szaddám Huszein távollétében aláírták az amerikaiak előtt a tűzszüneti megállapodást a szafwani támaszponton.
Az Irak északi és déli, a diktatúra által leginkább fenyegetett kurd, illetve síita területek felett az ENSZ repülési tilalmat hirdetett.

## Szemben álló erők

### A koalíciós erők

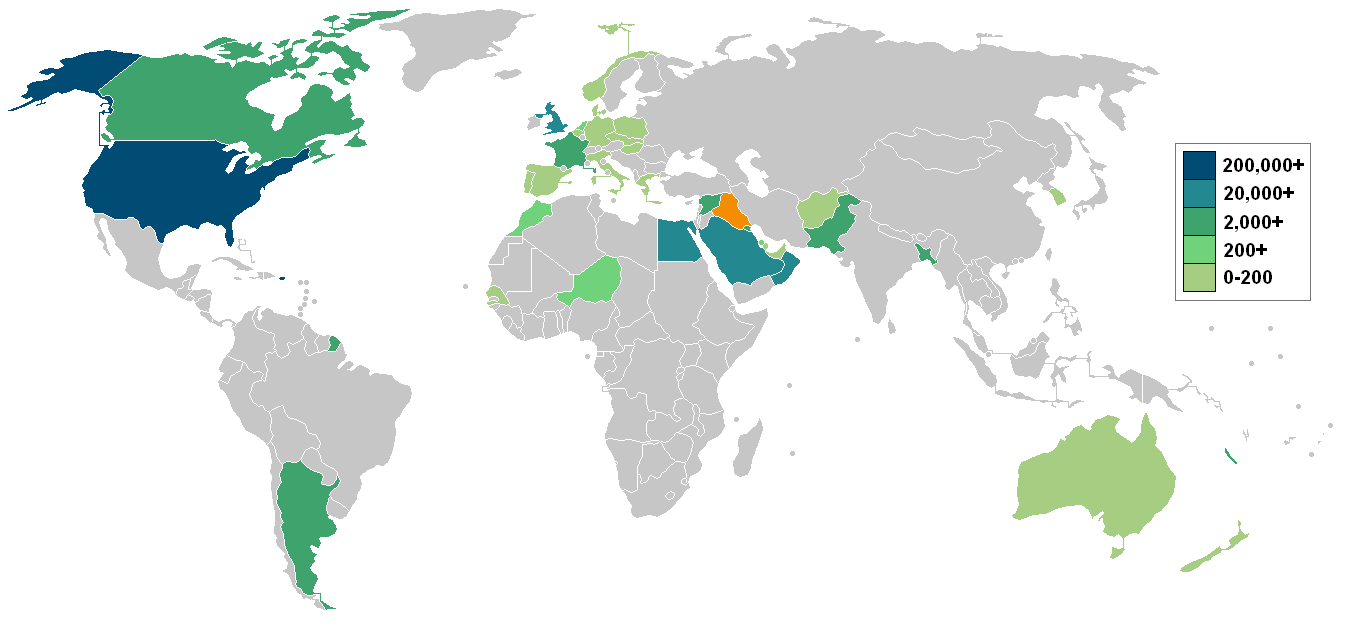
A koalíciós erők

A Perzsa-öbölben az ENSZ égisze alatt igen jelentős szövetséges erők sorakoztak fel.

#### A koalíció jelentősebb tagjai és az általuk küldött katonák száma
- Egyesült Államok: 697 000 fő[4]
- Szaúd-Arábia: 100 000 fő
- Törökország: 50 000 fő (nem vettek részt ütközetekben)
- Egyesült Királyság: 53 462 fő[5]
- Egyiptom: 35 000 fő
- Szíria: 14 500 fő
- Franciaország: 20 000 fő[6]
- Kuvait: 9900 fő (a reguláris haderő maradványai és a belső ellenállás tagjaival együtt)
- Pakisztán: 5500 fő[7]
- Kanada: 4600 fő
- Spanyolország: 3000 fő[6]
- Egyesült Arab Emírségek: 4300 fő
- Marokkó: 13 000 fő
- Banglades: 2300 fő[8]
- Ausztrália: 1800 fő (csak haditengerészeti személyzet; nem voltak jelen a szárazföldön)[6]
- Katar: 2600 fő (részt vettek a khafji csatában a szaúdi hadsereg mellett)
- Omán: 6300 fő
- Olaszország: 1950 fő
- Niger: 680 fő[6]
- Bahrein: 400 fő
- Szenegál: 500 fő[6]
- Csehszlovákia: 200 fő (nem harcoló alakulat, hanem orvosi és vegyifegyver-szakértő személyzet[6])
- Hollandia: 200 fő
- Honduras: 150 fő (egy másik forrás szerint 350 fő[6])
- Argentína: 500 fő[9]
- Belgium: 400 fő (Törökországban állomásoztak, nem vettek részt a harcokban[6])
- Dánia: 100 fő (haditengerészeti személyzet; szárazföldi hadműveletekben nem vettek részt[6])
- Németország: nem tudni pontosan hány fő (Törökországban állomásozó harcigépek személyzete)[8]
- Görögország: hadserege harcigépjei a Vörös-tenger felett járőröztek, továbbá egy fregattjuk volt jelen az ottani vizeken[6]
- Magyarország: 40 fő (kizárólag orvosi személyzet[10])
- Új-Zéland: 100 fő[11]
- Norvégia: 280 fő (kizárólag orvosi személyzet)
- Fülöp-szigetek: 200 fő (kizárólag orvosi személyzet; Kuvaitban állomásoztak végig)
- Lengyelország: 319 fő (orvosi személyzet és harcoló alakulat)
- Portugália: 52 fő (logisztikai támogató egység[12][13])
- Románia: 384 fő (21 fő katona, a többi kórházi személyzet[14][15])
- Szingapúr: 1020 fő (30 katona és 990 hírszerző valamint egyéb katonai szakértő[16])
- Dél-Korea: 314 fő (orvosi személyzet)
- Svédország: 525 fő (orvosi személyzet)
- Afganisztán: 300 fő (a részvétel az ország részéről nem volt hivatalos, csupán a korábbi szovjet háború veteránjai jelentkeztek önként[6])

### A koalíciós erők hadműveletei
- Sivatagi Vihar hadművelet, Egyesült Államok
- Granby hadművelet, Egyesült Királyság
- Daguet hadművelet, Franciaország
- FRICTION hadművelet, Kanada